# 黒滝久可
黒滝 久可（くろたき  ひさよし、1948年-）は、元青森放送アナウンサー、元ねぶたの家 ワ・ラッセ館長。

## 経歴
青森県出身。1971年に青森放送入社（放送部の同期に大竹辰也、小田切信子）。放送部アナウンサー、報道部ディレクター、制作部プロデューサー、制作部長（1995年頃）、報道制作局次長、報道制作局理事（2008年頃）、ねぶたの家 ワ・ラッセ副館長を経て、2015年3月31日まで同館長。

## 担当番組
- RABニュースレーダー
  - リポーター（1977年-1979年頃）
  - メインキャスター（1981年12月-1987年9月）
  - ディレクター（メイン降板後）
- あなたとRAB（司会）
- ズームイン!!朝!（青森担当デスク）
- 彼らは「金の卵」と呼ばれた（プロデューサー）2004年日本民間放送連盟賞 テレビ報道番組 優秀[6]
- じいちゃん ばあちゃんと夏休み（プロデューサー）2004年日本民間放送連盟賞 テレビエンターテインメント番組 優秀[7]
- 聴いてください!私の津軽民謡（プロデューサー）2008年日本民間放送連盟賞 テレビエンターテインメント番組 優秀[8]